# Amblymoropsis fusca
Amblymoropsis fusca är en skalbaggsart som beskrevs av Stefan von Breuning 1958. Amblymoropsis fusca ingår i släktet Amblymoropsis och familjen långhorningar. Inga underarter finns listade i Catalogue of Life.